# Cinemax (multikino)
Cinemax je slovenská síť multikin založená v roce 2006. Společnost provozuje celkem 14 multikin (k srpnu 2024) na Slovensku, v Česku a Rumunsku.
Společnost působí na Slovensku od roku 2006, k roku 2024 provozuje 12 multikin v Banské Bystrici, Bratislavě, Dunajské Stredě, Košicích, Nitře, Popradě, Prešově, Skalici, Trenčíně, Trnavě, Martině a Žilině.
V roce 2019 bylo otevřeno multikino s 12 sály v Bukurešti.
Společnost vstoupila na český trh v roce 2021, kdy otevřela šestisálové multikino v obchodním centru Olympia Olomouc.